# Championnat de Jordanie de football 2007-2008
Navigation
Saison précédente Saison suivante
La saison 2007-2008 du Championnat de Jordanie de football est la cinquante-neuvième édition du championnat de première division en Jordanie.
La compétition est disputée sous forme de poule unique où les dix meilleurs clubs du pays s'affrontent deux fois au cours de la saison, à domicile et à l'extérieur. En fin de saison, les deux derniers du classement sont relégués et remplacés par les deux meilleurs clubs de deuxième division.
C'est le club d'Al-Weehdat Club, tenant du titre, qui remporte à nouveau la compétition après avoir terminé en tête du classement final, avec cinq points d'avance sur Al Faisaly Club et dix-huit sur le duo Shabab Al-Ordon Club-Al Hussein Irbid. C'est le dixième titre de champion de Jordanie de l'histoire du club.

## Les clubs participants
| - Al-Weehdat Club - Al Ramtha SC - Al Hussein Irbid - Shabab Al-Ordon Club - Al Jazira Amman | - Al-Ahli Amman - Promu de D2 - Al-Faisaly Club - Al Buqa'a - Al Arabi Irbid - Shabab Al Hussein - Promu de D2 |

## Compétition
Le barème utilisé pour établir le classement est le suivant :
- Victoire : 3 points
- Match nul : 1 point
- Défaite : 0 point

### Classement
| Rang | Équipe               | Pts | J  | G  | N  | P  | Bp | Bc | Diff |
| ---- | -------------------- | --- | -- | -- | -- | -- | -- | -- | ---- |
| 1    | Al-Weehdat ClubT     | 47  | 18 | 15 | 2  | 1  | 47 | 12 | +35  |
| 2    | Al Faisaly ClubC     | 42  | 18 | 13 | 3  | 2  | 40 | 16 | +24  |
| 3    | Shabab Al-Ordon Club | 29  | 18 | 7  | 8  | 3  | 27 | 15 | +12  |
| 4    | Al Hussein Irbid     | 29  | 18 | 8  | 5  | 5  | 25 | 25 | 0    |
| 5    | Al Buqa'a            | 25  | 18 | 6  | 7  | 5  | 28 | 23 | +5   |
| 6    | Al Arabi Irbid       | 18  | 18 | 4  | 6  | 8  | 23 | 41 | -18  |
| 7    | Al Jazira Amman      | 16  | 18 | 2  | 10 | 6  | 25 | 27 | -2   |
| 8    | Shabab Al-HusseinP   | 16  | 18 | 4  | 4  | 10 | 21 | 36 | -15  |
| 9    | Al Ramtha SC         | 12  | 18 | 2  | 6  | 10 | 18 | 34 | -16  |
| 10   | Al-Ahli AmmanP       | 8   | 18 | 1  | 5  | 12 | 13 | 38 | -25  |

|  | Qualification pour la Coupe de l'AFC 2009                                                |
|  | Relégation directe en deuxième division                                                  |
|  | T : Tenant du titre C : Vainqueur de la Coupe de Jordanie P : Promu de deuxième division |

## Bilan de la saison
| Championnat de Jordanie de football 2007-2008 |                             |
| Champion                                      | Al-Weehdat Club (10e titre) |
| Coupes et trophées                            |                             |
| Vainqueur de la Coupe de Jordanie 2007-2008   | Al Faisaly Club             |
| Qualifications continentales                  |                             |
| Coupe de l'AFC 2009                           | Al-Weehdat Club             |
| Coupe de l'AFC 2009                           | Al Faisaly Club             |
| Promotions et relégations                     |                             |
| Promus en première division                   | Al Yarmouk Amman            |
| Promus en première division                   | Al Ittihad Al Ramtha        |
| Relégués en deuxième division                 | Al Ramtha SC                |
| Relégués en deuxième division                 | Al-Ahli Amman               |